# Freddie Hubbard
Frederick Dewayne Hubbard, conegut com a Freddie Hubbard (Indianapolis, 7 d'abril de 1938 - Sherman Oaks, Califòrnia, 29 de desembre de 2008), va ser un trompetista estatunidenc de jazz.
Es tracta d'un dels trompetistes més prestigiosos de l'era post-bop; ha fet rellevants aportacions al hard bop i a la fusió del jazz amb el soul i el funk.
Freddie Hubbard va formar el seu so a partir de la influència de Clifford Brown i Lee Morgan, i al començament dels setanta el seu so ja era plenament característic i original. No obstant això, alguns discs d'orientació comercial realitzats a la fi d'aquesta dècada van malmetre lleugerament la seva reputació. D'altra banda, just quan Hubbard, al començament dels noranta (en haver mort ja Dizzy Gillespie i Miles Davis), semblava perfectament disposat a assumir el seu paper de veterà mestre del la trompeta, els seus llavis van començar a donar-li seriosos problemes.

## Biografia essencial
Nascut i crescut a Indianapolis, Hubbard va tocar de jove amb Wes i Monk Montgomery. Es va traslladar a Nova York en 1958, on va compartir habitatge amb Eric Dolphy (amb qui a més gravaria en 1960), i va estar en els grups de Philly Joe Jones (1958-1959), Sonny Rollins, Slide Hampton i J.J. Johnson, abans de realitzar una gira per Europa amb Quincy Jones (1960-1961).
Va gravar amb John Coltrane, va participar el 1960 en el disc Free Jazz d'Ornette Coleman, va estar en el disc d'Oliver Nelson Blues and the Abstract Truth i va començar a gravar com a líder per Blue Note aquest mateix any. Hubbard va aconseguir fama tocant amb els Jazz Messengers d'Art Blakey entre 1961 i 1964 al costat de Wayne Shorter i Curtis Fuller.
Va gravar Ascension amb Coltrane (1965), Out to Lunch (1964) amb Eric Dolphy i Maiden Voyage amb Herbie Hancock i, després d'un període amb Max Roach (1965-1966), va liderar el seu propi quintet, que comptava amb el saxo alt James Spaulding.
El 1970, Freddie Hubbard va gravar dos dels seus millors discs (Red Clay i Straight Life) per la CTI. El següent, First Light (1971), segueix sent el seu registre més popular; els arranjaments són de Do Sebesky. Després dels anys gloriosos a CTI, Hubbard va cometre l'error de signar amb Columbia i gravar discos que serien molt poc apreciats pel públic i els experts.
No obstant això, el 1977, va realitzar una gira amb el quintet acústic de Herbie Hancock V.S.O.P. i en els vuitanta, en els seus enregistraments per a Pablo, Blue Note i Atlantic, va demostrar que podia tornar als seus millors temps. Però a la fi dels vuitanta, una sèrie de problemes personals i tècnics el van fer entrar en decadència.

## Discografia essencial
- 1960: Open Sesame (Blue Note).
- 1961: Ready for Freddy (Blue Note).
- 1962: Hub-Tones (Blue Note).
- 1964: Breaking Pointe (Blue Note).
- 1966: Backlash	(Koch).
- 1969: The Hub of Hubbard	(MPS).
- 1970: Red Clay (CTI)
- 1971: First Light (CTI).
- 1975: " Polar AC " (CTI Records)
- 1980: Live at the Hague (1980) (Pablo).
- 1982: Face to Face (Pablo/OJC).
- 1985: Double Take (Blue Note).
- 1999: Above & Beyond (Metropolitan).
- 2001: Jam Gems: Live at the Left Bank (Label M).